# 3141 Buchar
3141 Buchar је астероид са пречником од приближно 36,05 .
Афел астероида је на удаљености од 3,663 астрономских јединица (АЈ) од Сунца, а перихел на 3,139 АЈ.
Ексцентрицитет орбите износи 0,076, инклинација (нагиб) орбите у односу на раван еклиптике 11,002 степени, а орбитални период износи 2291,034 дана (6,272 година).
Апсолутна магнитуда астероида је 10,50 а геометријски албедо 0,085.
Астероид је откривен 2. септембра 1984. године.